# Cacaoboom
De cacaoboom (Theobroma cacao) is een boom die wordt geteeld in landen rond de evenaar, en levert cacaobonen, waarvan onder meer chocolade wordt gemaakt.
De cacaoboom komt voor tussen 20 graden noorderbreedte en 20 graden zuiderbreedte (binnen de keerkringen), en stelt hoge eisen aan neerslag, temperatuur en bodemvruchtbaarheid. Omdat cacaobomen de volle zon slecht verdragen, wordt deze meestal onder schaduwbomen geteeld. 

## Beschrijving

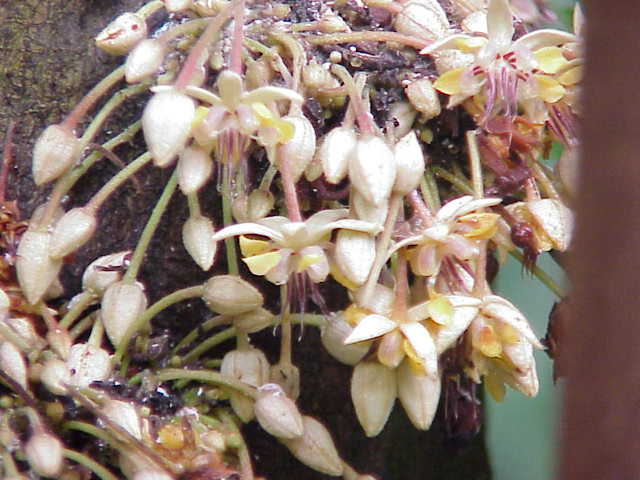
Bloemen aan de stam (cauliflorie)

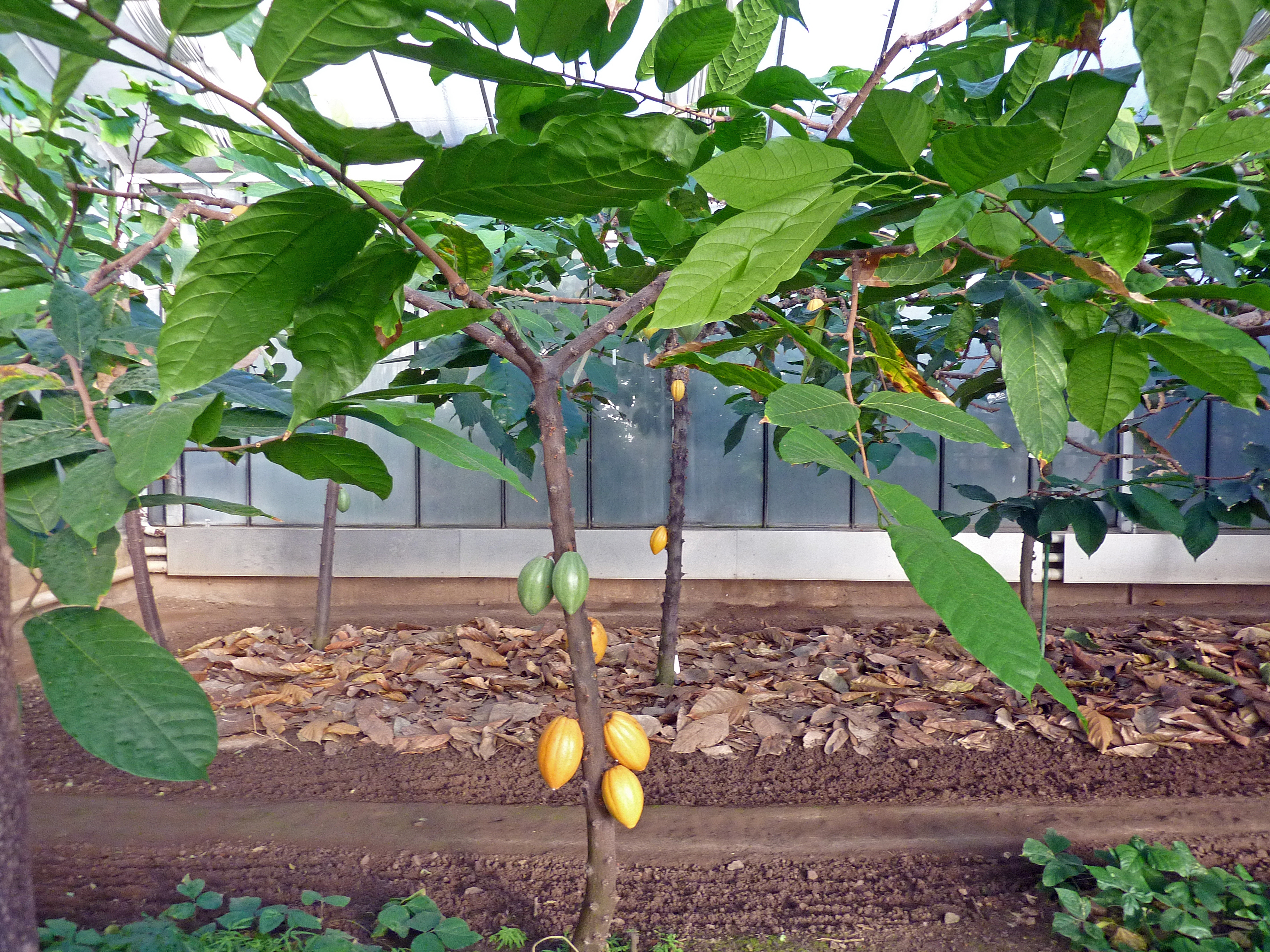
Boom met vruchten

De boom komt vooral voor langs de evenaar. Het staat vaak in de schaduw van andere bomen en komt voor op een hoogte tussen de 100 en 300 meter boven zeeniveau. Een hoge gemiddelde temperatuur en veel neerslag, tussen de 1000 en 3000 millimeter per jaar, nodig. Het gedijt het beste in een goed doorlatende grond, rijk aan voedingsstoffen en een bovengrond met veel organisch materiaal.
Een cacaoboom kan meer dan 50 jaar oud worden, groeit tot 10 meter hoog en heeft een matig dikke stam. De stam vertakt zich op 1 meter van de grond in maximaal 5 wijd uitstaande hoofdtakken. Deze hoofdtakken vertakken zich verder. De boom heeft een dichte bladerkroon. De bladeren zijn leerachtig.
Als de boom vier tot vijf jaar oud is, gaat hij bloeien. De kleine witte of roze bloemen zitten direct op de stam en op de dikke takken; dit verschijnsel heet cauliflorie. Als hij eenmaal is gaan bloeien, bloeit de cacaoboom zonder ophouden vrijwel het hele jaar door. De boom draagt dan ook constant vruchten. De periode tussen de bevruchting en de rijping van de peulen duurt tussen de 150 en 180 dagen, afhankelijk van de variëteit. Als de peul licht geel is dan is het rijp en klaar voor de oogst.
Ondanks de lange bloei, levert de cacaoboom maar dertig tot veertig vruchten per jaar. Deze vruchten lijken op peulen. Ze worden geplukt en vervolgens opengebroken. De cacaobonen liggen in het midden van de steenvrucht. Elke vrucht bevat veertig tot vijftig 'bonen', die elk ongeveer een gram wegen. Een gemiddelde cacaoboom levert per jaar dus één tot twee kilogram bonen. De cacaoboon bestaat maximaal uit 50% plantaardig vet, cacaoboter. De resterende cacaopoeder wordt gebruikt in chocolademelk en zoetwaren.
De cacaobonen worden, met het vruchtvlees dat er nog aanzit, door schimmels en bacteriën gefermenteerd. Hierbij loopt de temperatuur op tot vijftig graden Celsius. Deze fermentatie duurt ongeveer vijf dagen. De kiem van het zaad wordt gedood en de kleur van de bonen verandert van paars naar bruin. Ten slotte worden door het fermenteren de smaakvoorlopers voor de chocoladesmaak gevormd. De bonen worden in de zon gedroogd, of in drooghuizen. De gedroogde bonen worden vervolgens geëxporteerd.

## Geschiedenis
Het tot op heden vroegste gebruik van cacao, 5300 jaar geleden, werd vastgesteld in Santa Ana (La Florida) in zuidoost Ecuador.
De cacao is inheems in Midden-Amerika en het noordelijke deel van Zuid-Amerika. De Azteken verbonden cacao met Tlaloc, de god van de regen en de vruchtbaarheid. Zij dronken een cacaodrank, xocoatl(cacaoalt), die vaak op smaak werd gebracht met vanille, chilipeper en honing.
Cacaobonen dienden bij de Azteken ook als betaalmiddel. Voor 10 bonen kon een konijn gekocht worden, terwijl men - naar verluidt - een slaaf kon kopen voor 100 bonen.
De Spaanse veroveraar Fernando Cortez bracht in 1528 als eerste een grote hoeveelheid cacaobonen naar Europa.
In de 17e en 18e eeuw is de cacao aangeplant in Azië, met name in Ceylon, Indonesië en Maleisië. In Zuid-Amerika verspreidde de productie zich tot in Brazilië. Ook in Afrika werden cacaobomen aangeplant, aan de Goudkust (het huidige Ghana). Een vrijgelaten slaaf bracht de bonen in 1879 vanaf een plantage op Fernando Pó over naar zijn geboorteland.
In 2009/2010 was 78% van de wereldproductie afkomstig uit vijf landen, namelijk Ivoorkust, Ghana, Indonesië, Nigeria en Brazilië. Een van de meest gebruikte insecticiden bij de verbouw van cacao in West-Afrika is lindaan (hexachloorcyclohexaan), een giftige organochloorverbinding net als DDT.

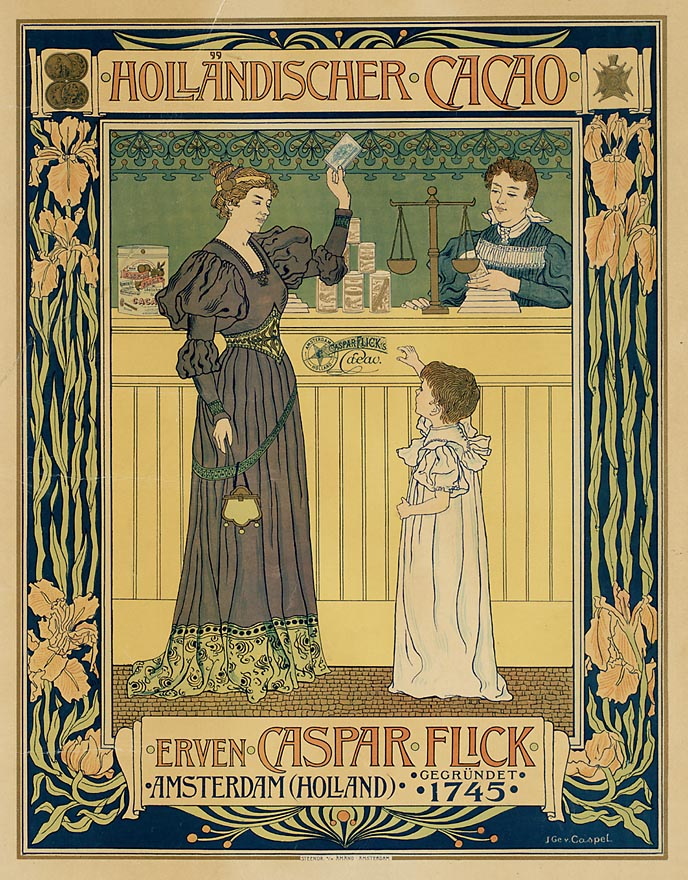
affiche Caspar Flick door J.G. van Caspel ontworpen

### Nederland
Nederland heeft vanouds een belangrijke rol in de cacaohandel gespeeld. Nederlanders legden vanwege het succes in Spaanse koloniën vanaf het einde van de 17e eeuw en in de 18e eeuw enkele cacaoplantages aan in Nederlands-Indië en Suriname, maar met wisselend succes. De cacaobonen die werden verbouwd in eigen koloniën of gekocht op handelsmarkten, werden verscheept naar Nederland. Daar werden de bonen gepeld, geroosterd en gemalen in molens en later fabrieken in vooral de Zaanstreek, ook wel het oudste industriegebied van Europa genoemd. In 1828 werd door Casparus van Houten ontdekt hoe het vet uit de bonen kon worden verwijderd met behulp van kaliumhydroxide, waarbij cacaopoeder en cacaoboter ontstond. Dit was de basis voor de huidige chocolade. Cacaomassa, cacaoboter en cacaopoeder werden belangrijke bestanddelen voor producten met chocola. Halffabricaten en eindproducten werden geëxporteerd over de hele wereld. Amsterdam groeide daardoor uit tot de belangrijkste overslaghaven voor cacaobonen. Nog steeds wordt jaarlijks hier circa 500.000 ton cacaobonen overgeslagen.

### Suriname
In Suriname kwam praktisch een einde aan de commerciële exploitatie van cacaoplantages na de uitbraak van de krullotenziekte. Deze ziekte zorgde ervoor dat in een paar jaar tijd de productie van cacao in Suriname afnam van bijna 4 ½ miljoen kilogram in 1895 tot ongeveer 850.000 kilogram in 1904. De ziekte wordt veroorzaakt door een schimmel en stak regelmatig de kop op in heel Midden- en Zuid-Amerika. Planters gingen failliet of stapten over op andere gewassen. In Suriname wordt de cacao nu weer gezien als kansrijk exportproduct. Samen met Israëlische investeerders wordt vanaf 2016 zo'n 2000 hectare in cultuur gebracht, dat vanaf 2020 moet leiden tot een export van meer dan een miljoen kilogram.

### Nederlands-Indië
In Nederlands-Indië is de cacaoproductie altijd voortgezet, hoewel het door kleine boeren als een lastig gewas wordt gezien en velen in de afgelopen eeuwen het in de cacao na misoogsten of lage prijzen weer voor gezien hebben gehouden. Een kever die zich in de cacaovrucht boort is in Indonesië van oudsher de belangrijkste bedreiging voor een cacaoboom. Vandaag de dag is cacao een van de belangrijkste agrarische exportproducten van Indonesië. Op Sulawesi, Noord-Sumatra, West-Java, Papua en Oost-Kalimantan bevinden zich 1,5 miljoen hectare aan cacaoplantages, die jaarlijks circa 350.000 ton cacao produceren. Alleen Ghana en Ivoorkust produceren meer. De kwaliteit van de meest verbouwde en best resistente Forastero cacaobonen uit Indonesië staat op de wereldmarkt echter niet hoog aangeschreven, waardoor een relatief lage prijs wordt betaald.

### Zwitserland
In Zwitserland, bij Maison Cailler werd eind 19e eeuw na decennialang experimenteren het procedé ontdekt hoe door toevoeging van melkpoeder melkchocolade kon worden gemaakt. Het zorgde voor de doorbraak van chocolade naar het grote publiek.

## Cacaoproducerende landen

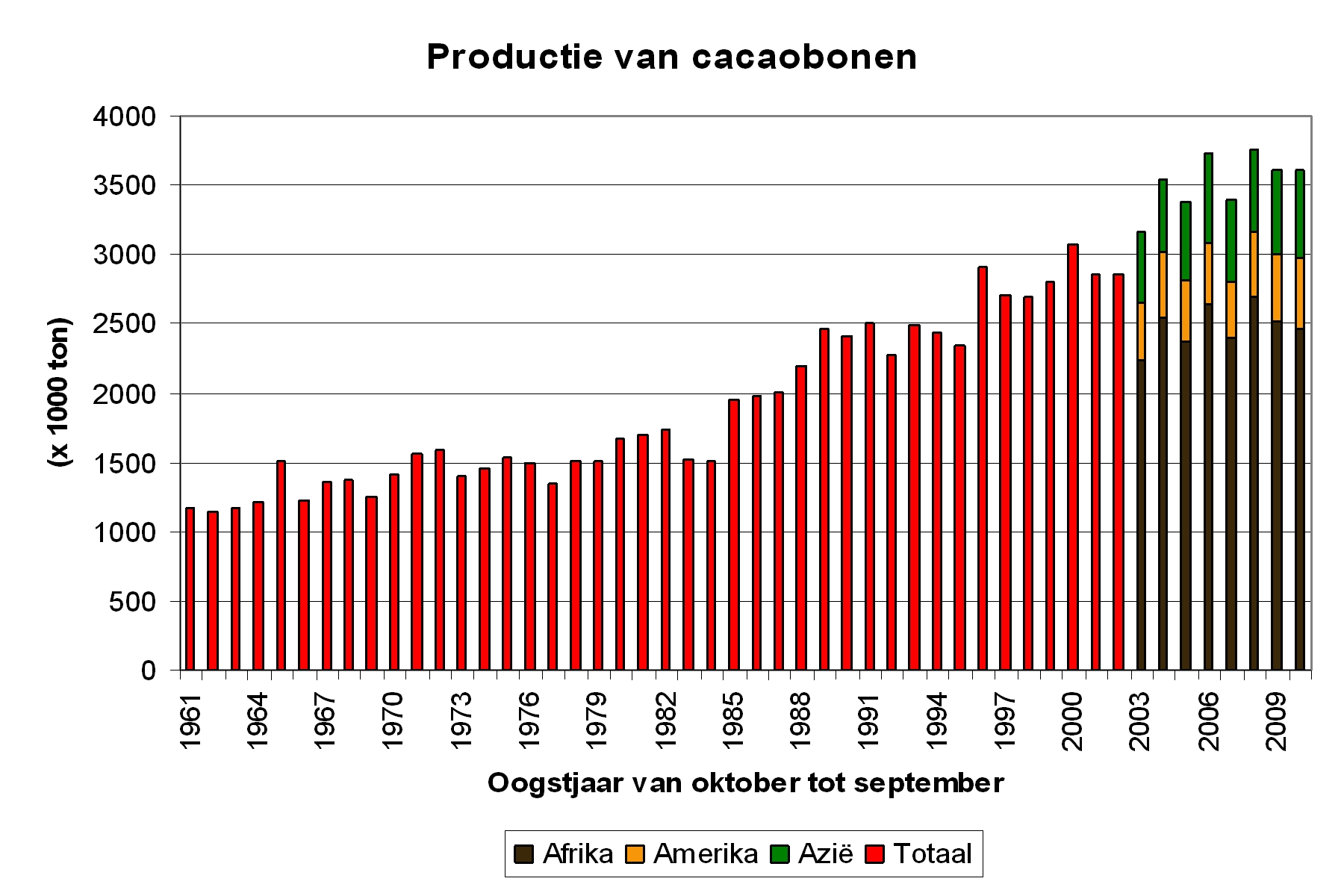
Wereldwijde productie van cacaobonen

De productie van cacaobonen is sterk afhankelijk van de weersomstandigheden en ziekten. In het oogstjaar 2006/2007 (een oogstjaar begint op 1 oktober en eindigt per 30 september) was de oogst van cacaobonen in West-Afrika laag vanwege de harmattan en de daarmee samenhangende droogte. Ook een teveel aan neerslag is niet bevorderlijk voor de groei. In 2023 steeg de cacaoprijs naar US$ 4300 per ton. In Ghana en Ivoorkust, de twee grootste producenten, viel meer regen dan normaal. Hierdoor daalde de opbrengst en vertraagde de oogst. De cacaoproductie in Ghana daalde naar het laagste punt in ruim dertien jaar en die in Ivoorkust naar het laagste punt in zeven jaar.
Wereldwijd lag de jaarproductie van cacaobonen op zo'n 4,4 miljoen ton in het oogstjaar 2013/2014.
- West-Afrika was in het oogstjaar 2013/2014 met 73,1% van de totale wereldproductie de belangrijkste producent van cacaobonen. Ivoorkust en Ghana zijn de twee belangrijkste West-Afrikaanse producenten, met een aandeel van circa 50% en 25% van de totale cacaoproductie in de regio. Ze worden gevolgd door Nigeria en Kameroen. De meeste cacaoboerderijen zijn in kleine bedrijven in familiebeheer, veelal slechts tussen 2 en 10 hectare groot. De productie is grotendeels bestemd voor export daar de binnenlandse vraag naar cacao erg gering is.
- Latijns-Amerika verzorgde ongeveer 16,6% van de wereldproductie. Net als in Zuidoost-Azië komen hier meestal grootschalige plantages voor. Brazilië was het belangrijkste cacaoproducerend land, maar is ingehaald door Ecuador. In de Caraïben is de Dominicaanse Republiek de voornaamste, andere zijn Haïti, Jamaica, Cuba, Trinidad en Tobago en Grenada.
- Zuidoost-Azië was met ongeveer 12,3% van de totale wereldproductie ook een belangrijke speler. Indonesië is veruit de grootste producent in de regio met een aandeel van circa 80%. Papoea-Nieuw-Guinea is hier nummer twee met minder dan 10%, gevolgd door diverse landen met lagere productie, waaronder Maleisië. De producenten in deze landen zijn vooral grote, gemechaniseerde bedrijven.

Gewone cacao, gewonnen uit de variëteit Forastero van de cacaoboom, omvat 95% van de wereldproductie. Fijne cacao, gewonnen uit de variëteiten Criollo en Trinitario, omvat slechts 5% van de wereldproductie. In Ecuador heeft het ras Arriba Nacional een belangrijk aandeel in het areaal.
Er is kritiek op de wijze van produceren van cacao, specifiek het gebruik van (kind)slavernij op de plantages. In Nederland is deze discussie aangewakkerd door het RVU televisieprogramma Keuringsdienst van Waarde. Eerlijke handel (fair trade) beoogt een tegenwicht te bieden tegen de uitwassen bij de productie.
De verwerking van de cacaobonen gebeurt veelal in de landen waar veel cacao wordt geconsumeerd. Nederland is wereldwijd de grootste verwerker van cacaobonen, met name in en rond Amsterdam en Zaandam wordt veel cacao verwerkt. In 2013/2014 werd in Nederland 530.000 ton cacao verwerkt, dit is gelijk aan een wereldmarktaandeel van ruim 12%. Ivoorkust heeft de laatste jaren sterk geïnvesteerd in verwerkingscapaciteit en bereikte in hetzelfde jaar een productie van 519.000 ton en kwam hiermee voor de Verenigde Staten (446.000 ton) en Duitsland (412.000 ton) uit.

## Prijsontwikkeling
Cacao wordt op een aantal beurzen verhandeld, waarvan die in Londen en New York de belangrijkste zijn. Het aanbod is redelijk geconcentreerd met twee grote aanbieders die zo'n twee derde van alle cacao verbouwen, terwijl de vragers vanuit de hele wereld komen. Het aanbod is mede afhankelijk van de weersomstandigheden terwijl bij de vraag ook het economisch klimaat een rol speelt.
In de tabel hieronder staan de gemiddelde cacaoprijzen per jaar. Het ICCO stelt deze prijzen vast aan de hand van de drie meest verhandelde termijncontracten op de beurzen van Londen en New York. Hierbij wordt de slotkoers van de handelsdag gebruikt. De prijzen luiden in Amerikaanse dollars per ton:
Medio 2019 besloten Ghana en Ivoorkust eenzijdig de prijs te gaan verhogen met US$ 400 per ton voor het oogstjaar 2020/2021. Ze lijken hiermee het voorbeeld van aardolie en de OPEC te volgen en het idee kreeg al snel de afkorting COPEC, van "Cacao OPEC". Ze willen met deze prijsopslag de inkomens van de cacaoboeren verbeteren. De wereldwijde markt voor chocolade heeft een totale waarde van zo'n US$ 100 miljard en hiervan komt slechts 12-13% bij de cacaoboeren terecht.

### Recordhoogte
Eind maart 2024 steeg de prijs van cacao even boven de US$ 10.000 per ton, een recordhoogte. Een combinatie van diverse factoren ligt hieraan de basis. Slechte weersomstandigheden t.g.v. onder meer El Niño en bijhorende wederkerende plagen van schimmels zoals de zwarte peulrotziekte (black pod disease) - veroorzaakt door de pathogene 'Phytopthora Megakarya' waterschimmel - en ziekten zoals het opgezwollenscheutenvirus (cocoa swollen shoot virus; CSSV) stuwen de prijzen de hoogte in. Ook structurele problemen zoals desinvesteringen (geringe aankoop van meststoffen en pesticiden) en verwaarloosde plantages met oude en zieke bomen, leidt tot kleinere oogsten en dus hogere prijzen. Bijkomend zorgt ook de  speculatie in cacaofutures (langetermijncontracten) door hefboomfondsen en grote beleggers en paniekaankopen door de chocoladeproducenten die hoognodig hun voorraden moeten aanvullen, voor pieken in de cacaoprijzen. Ten slotte speelt ook de EU-regulering over ontbossing mee. Europese cacaoverwerkende bedrijven moeten voortaan kunnen aantonen dat de cacao die ze in de Europese Unie invoeren, niet heeft bijgedragen aan het vernietigen van bossen, wat opnieuw een kostenverhogend effect heeft.